# Баймак (Кыргызстан)
Баймак (кирг. Баймак) — село в Ала-Букинском районе Джалал-Абадской области Кыргызстана. Входит в состав Торогелди Балтагуловского айылного аймака.

## География
Село расположено в юго-западной части области, на берегах реки Касансай, на расстоянии приблизительно 5 километров (по прямой) к югу от села Ала-Бука, административного центра района. Абсолютная высота — 1005 метров над уровнем моря.

## Население
Согласно оценочным данным Национального статистического комитета Кыргызской Республики, численность населения села на начало 2023 года составляла 2780 человек.
| год     | 2009 | 2014 | 2015 | 2020 | 2021 | 2023 |
| ------- | ---- | ---- | ---- | ---- | ---- | ---- |
| человек | 2069 | 2042 | 2240 | 2545 | 2621 | 2780 |